# 교사 뒤편에는 천사가 묻혀 있다
《교사 뒤편에는 천사가 묻혀있다》(일본어: 校舎のうらには天使が埋められている 고샤노우라니와 덴시가 우메라레테이루[*], こうしゃのうらにはてんしがうめられている)는 코야마 카리코(小山鹿梨子)가 그린 일본의 소녀 만화이다. 별책 프렌드(코단샤)에서 연재 중. 공식 사용되는 약칭은 "교사뒤(校舎うら,코우샤우라)", "교천(うら天, 우라텐)" 등이 있다.
대한민국에서는 교뒷천이라고도 불린다.